# Мошна (Сибињ)
Мошна (рум. Moşna) насеље је у Румунији у округу Сибињ у општини Мошна. Oпштина се налази на надморској висини од 424 m.

## Историја
Према државном шематизму православног клира Угарске 1846. године у месту "Мешен" живи 110 породица, са још придодатим филијарним 10 из Алмена и 26 из Њемеша. Православни парох је поп Никола Поповић.

## Становништво
Према подацима из 2002. године у насељу је живело 3251 становника.

### Попис2002.
| Расподела становништва по националности 2002.‍ | Расподела становништва по националности 2002.‍ | Расподела становништва по националности 2002.‍ | Расподела становништва по националности 2002.‍ | Расподела становништва по националности 2002.‍ |
| --------------------------------------------- | --------------------------------------------- | --------------------------------------------- | --------------------------------------------- | --------------------------------------------- |
|                                               |                                               |                                               |                                               |                                               |
| Румуни                                        | Румуни                                        |                                               | 2.091                                         | 64,3%                                         |
| Мађари                                        | Мађари                                        |                                               | 95                                            | 2,9%                                          |
| Роми                                          | Роми                                          |                                               | 977                                           | 30,1%                                         |
| Украјинци                                     | Украјинци                                     |                                               | 4                                             | 0,1%                                          |
| Немци                                         | Немци                                         |                                               | 83                                            | 2,6%                                          |

### Хронологија
| Година       | 1992 | 1993 | 1994 | 1995 | 1996 | 1997 | 1998 | 1999 | 2000 | 2001 | 2002 | 2003 | 2004 | 2005 | 2006 | 2007 | 2008 | 2009 | 2010 | 2011 | 2012 | 2013 | 2014 | 2015 | 2016 | 2017 |
| ------------ | ---- | ---- | ---- | ---- | ---- | ---- | ---- | ---- | ---- | ---- | ---- | ---- | ---- | ---- | ---- | ---- | ---- | ---- | ---- | ---- | ---- | ---- | ---- | ---- | ---- | ---- |
| Становништво | 2685 | 2710 | 2707 | 2774 | 2850 | 2897 | 2979 | 3015 | 3094 | 3122 | 3147 | 3201 | 3250 | 3293 | 3358 | 3405 | 3466 | 3506 | 3568 | 3615 | 3638 | 3651 | 3695 | 3683 | 3720 | 3742 |